# Ловренц-на-Похорю (община)
Община Ловренц-на-Похорю (словен. Občina Lovrenc na Pohorju) — одна з общин Словенії. Адміністративним центром є місто Ловренц-на-Похорю.

## Населення
У 2011 році в общині проживало 3121 осіб, 1565 чоловіків і 1556 жінок. Чисельність економічно активного населення (за місцем проживання), 1195 осіб. Середня щомісячна чиста заробітна плата одного працівника (EUR), 804,87 (в середньому по Словенії 987.39). Приблизно кожен другий житель у громаді має автомобіль (48 автомобілі на 100 жителів). Середній вік жителів склав 42,3 роки (в середньому по Словенії 41.8). 